# Teenage Mutant Ninja Turtles 3: Mutant Nightmare
Teenage Mutant Ninja Turtles 3: Mutant Nightmare är ett datorspel baserat på 2003 års TV-serie om Teenage Mutant Ninja Turtles ("TMNT"). Spelat lanserades 2005, då serien var inne på sin fjärde säsong, men spelet bygger på tredje säsongen. Spelet kom till Playstation 2, Nintendo Gamecube, Game Boy Advance, Xbox. Man kan spela upp till fyra spelare. I spelet finns även ett dolt spel, Teenage Mutant Ninja Turtles: Turtles in Time, och där kan man också spela fyra spelare.

## Handling
Sköldpaddorna skall leta upp den försvunna Fuguitoid, och bekämpa triceratonerna.

### Fotnoter
1. ↑  ”Teenage Mutant Ninja Turtles 3: Mutant Nightmare” (på engelska). Mobygames. 12 mars 2005. http://www.mobygames.com/game/teenage-mutant-ninja-turtles-3-mutant-nightmare. Läst 1 december 2015.